# Reprezentacja Gibraltaru w piłce nożnej mężczyzn
Reprezentacja Gibraltaru w piłce nożnej – drużyna sportowa reprezentująca Gibraltar, która 1 października 2012 roku została tymczasowym członkiem, a w 24 maja 2013 pełnoprawnym członkiem UEFA oraz od 13 maja 2016 roku będąca członkiem FIFA.
Gibraltarski Związek Piłki nożnej jest jednym z najstarszych na świecie (założono go w 1895 roku), a reprezentacja rozgrywa mecze od 1901 roku. Gibraltar jest terytorium zależnym od Wielkiej Brytanii i dlatego jest związany od 1909 roku z The Football Association, który 26 stycznia 2007 roku podczas kongresu UEFA w Düsseldorfie w Niemczech głosował za pełnoprawnym członkostwem Gibraltar Football Association w UEFA. Stadion reprezentacji nazywa się „Victoria Stadium” i znajduje się w Gibraltarze (5 tys. miejsc).
W 2006 roku zespół wziął udział w nieoficjalnych mistrzostwach drużyn niezrzeszonych przez FIFA (FIFI Wild Cup), gdzie zajął trzecie miejsce, pokonując po drodze reprezentację Tybetu 5−0 i remisując z Republiką St. Pauli 1−1. W półfinale zaś uległ późniejszym zwycięzcom, zespołowi Cypru Północnego 0−2. W meczu o trzecie miejsce zespół ponownie spotkał się z drużyną St. Pauli, którą tym razem pokonał 2−1. Według danych z 31 lipca 2012 roku reprezentacja ta rozegrała 55 nieoficjalnych meczów, z czego wygrała 30, zremisowała 4 i przegrała 21. Była jedną z najlepszych drużyn niezrzeszonych w FIFA.
24 maja 2013 roku drużyna została pełnoprawnym członkiem UEFA, dzięki czemu reprezentacja Gibraltaru może brać udział w eliminacjach do mistrzostw Europy.
19 listopada 2013 roku reprezentacja Gibraltaru rozegrała pierwszy oficjalny mecz międzynarodowy pod egidą UEFA. Na stadionie w Faro w Portugalii, Gibraltarczycy zremisowali 0–0 z reprezentacją Słowacji w meczu towarzyskim. Kapitanem zespołu w pierwszym meczu był Roy Chipolina. 4 czerwca 2014 roku na Estádio Algarve w Faro reprezentacja Gibraltaru wygrała swój pierwszy oficjalny mecz (1−0 z reprezentacją Malty), a strzelcem bramki był Kyle Casciaro (66. minuta). 29 marca 2015 roku w meczu eliminacyjnym ze Szkocją pierwszą historyczną bramkę dla Gibraltaru w eliminacjach strzelił w 19 minucie Lee Casciaro. W lipcu 2015 roku trenerem kadry Gibraltaru został Jeff Wood. Był nim do 2018 roku. Obecnie selekcjonerem Gibraltarczyków jest Urugwajczyk, Julio César Ribas.
13 maja 2016 roku Gibraltar został członkiem FIFA i odtąd może brać udział w eliminacjach do mistrzostw świata. W kwietniu 2018 roku zdobył pierwsze punkty do rankingu FIFA. Dotychczas miał zerowy dorobek, jednak obecnie ma 34 punkty dzięki czemu awansował o 10 pozycji i wszedł do top 200 rankingu FIFA.

## Członkostwo w FIFA i UEFA
W 1997 roku Gibraltarska Federacja Piłkarska złożyła do FIFA wniosek o członkostwo. Dwa lata później FIFA wszczęła postępowanie w tej sprawie i przekazała wniosek do UEFA. W 2000 roku wspólna delegacja UEFA i FIFA przeprowadziła inspekcję obiektów i infrastruktury. W tym samym roku Królewski Hiszpański Związek Piłki Nożnej sprzeciwił się członkostwu Gibraltaru w tej organizacji i odmówił jej udziału w jakiejkolwiek konkurencji, ponieważ Hiszpania po tym jak oddała Gibraltar Wielkiej Brytanii rości sobie do niego prawa. W 2001 roku UEFA zmieniła ustawę i odrzuciła wniosek GFA, zmieniając i uważając, że ich członkiem może zostać związek z kraju, który został uznany przez Organizację Narodów Zjednoczonych. GFA zaapelował do Sportowego Sądu Arbitrażowego, który 7 października 2003 roku orzekł, że GFA powinien być potraktowany według zasad członkostwa obowiązujących w czasie, gdy został złożony wniosek, mimo tego UEFA odmówiła przyjęcia GFA jako członka. W sierpniu 2006 roku Trybunał Arbitrażowy do spraw Sportu ponownie orzekł, że UEFA i FIFA muszą zaakceptować Gibraltar Football Association jako pełnoprawnego członka. Odbyło się wotum w tej sprawie, które jest wymagane do pełnego członkostwa, głos w tej sprawie zajął Ángel María Villar, prezes Królewskiego Hiszpańskiego Związku Piłki Nożnej, który sprzeciwił się członkostwu Gibraltaru twierdząc, że to sprawa polityczna i powołując się na traktat z Utrechtu podpisany w 1713 roku. 26 stycznia 2007 roku w Düsseldorfie, podczas kongresu UEFA, odbyło się głosowanie w sprawie pełnoprawnego członkostwa GFA [45 głosów przeciw, 3 za (Anglia, Szkocja i Walia), 4 głosy wstrzymujące], co było bardzo dobrą informacją dla rządu hiszpańskiego, który zagroził wycofaniem wszystkich klubów i drużyn narodowych z UEFA jeżeli Gibraltar zostanie do niej dopuszczony. W 2012 roku Komitet Wykonawczy UEFA przyznał GFA tymczasowe członkostwo począwszy od 1 października, w oczekiwaniu na głos na kongresie w maju 2013 roku, aby ustanowić go pełnoprawnym członkiem. Sprzeciwiała się temu Hiszpania, która obiecała „wyczerpać wszystkie środki prawne”, aby zapobiec uzyskaniu pełnego członkostwa Gibraltaru w UEFA. To mógł być silny impuls w Kraju Basków i Katalonii, których reprezentacje już grają regularnie mecze towarzyskie.
24 maja 2013 roku podczas kongresu UEFA odbyło się głosowanie w sprawie przyznania pełnoprawnego członkostwa Gibraltarowi. Spośród 53 państw biorących udział w głosowaniu 51 było za. Przeciw były Hiszpania oraz Białoruś.

## Udział w turniejach międzynarodowych

### Udział wMistrzostwach Świata
- 1930 – 2014 – Nie brał udziału (był brytyjskim terytorium zależnym)
- 2018 – 2022 – Nie zakwalifikował się

### Udział wMistrzostwach Europy
- 1960 – 2012 – Nie brał udziału (był brytyjskim terytorium zależnym)
- 2016 – 2020 – Nie zakwalifikował się

### Udział wIsland Games
- 1993 – Faza grupowa
- 1995 – II miejsce
- 1997 – play-off
- 1999 – play-off
- 2001 – V miejsce
- 2003 – VI miejsce
- 2005 – Nie brała udziału
- 2007 – I miejsce
- 2009 – IX miejsce
- 2011 – V miejsce

## Mecze

### EliminacjedoMistrzostw Europy w Piłce Nożnej 2016

#### Grupa D
| Zespół    | Pkt | M  | W | R | P  | Br+ | Br− | +/− |
| --------- | --- | -- | - | - | -- | --- | --- | --- |
| Niemcy    | 22  | 10 | 7 | 1 | 2  | 24  | 9   | +15 |
| Polska    | 21  | 10 | 6 | 3 | 1  | 33  | 10  | +23 |
| Irlandia  | 18  | 10 | 5 | 3 | 2  | 19  | 7   | +12 |
| Szkocja   | 15  | 10 | 4 | 3 | 3  | 22  | 12  | +10 |
| Gruzja    | 9   | 10 | 3 | 0 | 7  | 10  | 16  | -6  |
| Gibraltar | 0   | 10 | 0 | 0 | 10 | 2   | 56  | -54 |

### EliminacjedoMistrzostw Świata w Piłce Nożnej 2018

#### Grupa H
| Zespół               | Pkt | M  | W | R | P  | Br+ | Br− | +/− |
| -------------------- | --- | -- | - | - | -- | --- | --- | --- |
| Belgia               | 28  | 10 | 9 | 1 | 0  | 43  | 6   | 37  |
| Grecja               | 19  | 10 | 5 | 4 | 1  | 17  | 6   | +11 |
| Bośnia i Hercegowina | 17  | 10 | 5 | 2 | 3  | 24  | 13  | +11 |
| Estonia              | 11  | 10 | 3 | 2 | 5  | 13  | 19  | -6  |
| Cypr                 | 10  | 10 | 3 | 1 | 6  | 9   | 18  | -9  |
| Gibraltar            | 0   | 10 | 0 | 0 | 10 | 3   | 47  | -44 |

### Liga Narodów UEFA 2018/2019

#### Dywizja D

##### Grupa 4
| Zespół             | Pkt | M | W | R | P | Br+ | Br− | +/− |
| ------------------ | --- | - | - | - | - | --- | --- | --- |
| Macedonia Północna | 15  | 6 | 5 | 0 | 1 | 14  | 5   | +9  |
| Armenia            | 10  | 6 | 3 | 1 | 2 | 14  | 8   | +6  |
| Gibraltar          | 6   | 6 | 2 | 0 | 4 | 5   | 15  | -10 |
| Liechtenstein      | 4   | 6 | 1 | 1 | 4 | 7   | 12  | -5  |

### EliminacjedoMistrzostw Europy w Piłce Nożnej 2020

#### Grupa D
| Zespół     | Pkt | M | W | R | P | Br+ | Br− | +/− |
| ---------- | --- | - | - | - | - | --- | --- | --- |
| Szwajcaria | 17  | 8 | 5 | 2 | 1 | 19  | 6   | +13 |
| Dania      | 16  | 8 | 4 | 4 | 0 | 23  | 6   | +17 |
| Irlandia   | 13  | 8 | 3 | 4 | 1 | 7   | 5   | +2  |
| Gruzja     | 8   | 8 | 2 | 2 | 4 | 7   | 11  | -4  |
| Gibraltar  | 0   | 8 | 0 | 0 | 8 | 3   | 31  | -28 |

### Liga Narodów UEFA 2020/2021

#### Dywizja D

##### Grupa 2
| Zespół        | Pkt | M | W | R | P | Br+ | Br− | +/− |
| ------------- | --- | - | - | - | - | --- | --- | --- |
| Gibraltar     | 8   | 4 | 2 | 2 | 0 | 3   | 1   | +2  |
| Liechtenstein | 5   | 4 | 1 | 2 | 1 | 3   | 2   | +1  |
| San Marino    | 2   | 4 | 0 | 2 | 2 | 0   | 3   | -3  |

### EliminacjedoMistrzostw Świata w Piłce Nożnej 2022

#### Grupa G
| Zespół     | Pkt | M  | W | R | P  | Br+ | Br− | +/− |
| ---------- | --- | -- | - | - | -- | --- | --- | --- |
| Holandia   | 23  | 10 | 7 | 2 | 1  | 33  | 8   | +25 |
| Turcja     | 21  | 10 | 6 | 3 | 1  | 27  | 16  | +11 |
| Norwegia   | 18  | 10 | 5 | 3 | 2  | 15  | 8   | +7  |
| Czarnogóra | 12  | 10 | 3 | 3 | 4  | 14  | 15  | -1  |
| Łotwa      | 9   | 10 | 2 | 3 | 5  | 11  | 14  | -3  |
| Gibraltar  | 0   | 10 | 0 | 0 | 10 | 4   | 43  | -39 |

### Liga Narodów UEFA 2022/2023

#### Dywizja C

##### Grupa 4
| Zespół             | Pkt | M | W | R | P | Br+ | Br− | +/− |
| ------------------ | --- | - | - | - | - | --- | --- | --- |
| Gruzja             | 16  | 6 | 5 | 1 | 0 | 14  | 5   | +9  |
| Bułgaria           | 9   | 6 | 2 | 3 | 1 | 10  | 8   | +2  |
| Macedonia Północna | 7   | 6 | 2 | 1 | 3 | 7   | 7   | 0   |
| Gibraltar          | 1   | 6 | 0 | 1 | 5 | 3   | 18  | -15 |

### EliminacjedoMistrzostw Europy w Piłce Nożnej 2024

#### Grupa B
| Zespół    | Pkt | M | W | R | P | Br+ | Br− | +/− |
| --------- | --- | - | - | - | - | --- | --- | --- |
| Francja   | 22  | 8 | 7 | 1 | 0 | 29  | 3   | +26 |
| Holandia  | 18  | 8 | 6 | 0 | 2 | 17  | 7   | +10 |
| Grecja    | 13  | 8 | 4 | 1 | 3 | 14  | 8   | +6  |
| Irlandia  | 6   | 8 | 2 | 0 | 6 | 9   | 10  | -1  |
| Gibraltar | 0   | 8 | 0 | 0 | 8 | 0   | 41  | -41 |

### Liga Narodów UEFA 2024/2025(trwające)

#### Dywizja D

##### Grupa 1
| Zespół        | Pkt | M | W | R | P | Br+ | Br− | +/− |
| ------------- | --- | - | - | - | - | --- | --- | --- |
| Gibraltar     | 0   | 0 | 0 | 0 | 0 | 0   | 0   | 0   |
| San Marino    | 0   | 0 | 0 | 0 | 0 | 0   | 0   | 0   |
| Liechtenstein | 0   | 0 | 0 | 0 | 0 | 0   | 0   | 0   |